# Војна академија (1. сезона)
Прва сезона телевизијске серије Војна академија је премијерно емитована на РТС-у у периоду од 28. јануара до 12. маја 2012. године.

## Радња
Прича прати неколико личних судбина кадета и кадеткиња од прве радосне вести да су примљени на студије Војне академије, преко судара са реалношћу војничког живота, до успостављања равнотеже између напора и љубави њихових младих живота.

## Улоге

### Главне
- Радован Вујовић – Радисав Рисовић Рис
- Бојан Перић – Данијел Стошић
- Тијана Печенчић – Милица Зимоњић Зимче
- Драгана Дабовић – Инес Шашвари Шаша
- Иван Михаиловић – Мирко Клисура
- Бранко Јанковић – Живојин Џаковић
- Јелисавета Орашанин – Весна Роксандић Роксанда
- Тамара Драгичевић – Надица Арсић
- Ања Станић – Лела
- Никола Ракочевић – Милан Лакићевић Лаки
- Невена Ристић – Бисенија Томић Биса (Епизоде 9−16)
- Љубомир Бандовић – капетан Илија Жарач
- Небојша Миловановић – капетан Драган Кашанин
- Милош Тимотијевић – поручник Видоје Васиљевић

### Епизодне
- Александра Ања Ивановић – Соња
- Бранислав Лечић – начелник генерал Никола Стефановић
- Јелена Јовичић – психолог Весна
- Соња Дамјановић – др. Јасна Готовуша
- Милица Михајловић – куварица Бранислава Шекуларац Шеки
- Јелица Сретеновић – куварица Бранкица Тодоровић Буразер
- Нина Граховац – поручник Луковић
- Тања Пјевац – потпоручник Деса Илић
- Тихомир Станић – пуковник Зековић
- Горан Јокић – капетан Радомир Ковачевић
- Младен Нелевић – Десимир Џаковић
- Оливера Викторовић – Рада Џаковић
- Ивана Михић – Емилија Стошић
- Стефан Бузуровић – Срђан
- Олга Одановић – Милијарда Клисура
- Харис Бурина – Марадона Клисура
- Мирсад Тука – Мраз
- Небојша Глоговац – Црни
- Војислав Брајовић – Стошићев отац
- Дара Џокић – Рисова мајка
- Феђа Стојановић – Рисов отац
- Власта Велисављевић – Рисов деда
- Предраг Смиљковић – Богољуб Јанковић
- Миодраг Кривокапић – професор Вилотић
- Горан Радаковић – професор Чучко
- Миљка Брђанин-Бајић – професорка Тодоровић
- Искра Брајовић – Тања
- Немања Живковић – Жути

## Eпизодe
| Бр. еп. (укупно) | Бр. еп. (у сезони) | Наслов       | Редитељ       | Сценариста   | Премијера         |
| --- | ------------------ | ------------ | ------------- | ------------ | ----------------- |
| 1 | 1                  | Епизода 1.1  | Дејан Зечевић | Гордан Михић | 28. јануар 2012.  |
| Матуранти добијају обавештења да су примљени на студије на Војној академији. Главни ликови су неколико будућих кадеткиња и кадета чији се живот изненада мења овом, за већину њих, радосном вешћу. Ту су и њихови родитељи, из различитих социјалних окружења и из разних делова Србије, који различито и реагују на професионални избор своје деце - од гротескног усхићења, до тихог негодовања, зависно од многих клишеа и предрасуда који постоје наслеђени из претходних времена. Сви они долазе, овако или онако испраћени и јављају се на портирницу Војне академије. Улазе кроз врата, дирљиво и духовито представљени, да унутра започну свој непознати нови живот. |                    |              |               |              |                   |
| 2 | 2                  | Епизода 1.2  | Дејан Зечевић | Гордан Михић | 4. фебруар 2012.  |
| Прво јутро на Војној академији свако од њих преживљава на свој начин, а сви заједно остављају трагове свог детињства иза себе. Строгост амбијента и тежина обавеза мења их у једном дану. Буђење, умивање, намештање кревета са чувеном беспрекорном "машном", задуживање опреме, постројавања, упознавање старешина, фотографисање за исправе, први заједнички оброци, крчење шуме, чак и наговештаји првих симпатија - све то, и много више стало је у овај један дуги кадетски дан. Уследиће и сусрет са родитељима, који су се окупили да их виде у униформи и да их поздраве. Биће много изненађења и неочекиваних обрта, како за родитеље, тако и за кадете. |                    |              |               |              |                   |
| 3 | 3                  | Епизода 1.3  | Дејан Зечевић | Гордан Михић | 11. фебруар 2012. |
| Кадети и кадеткиње одлазе на обуку у Ваљево. Већ успут неки од њих начине извесне прекршаје, због којих морају да дају изјаве командирима. Карактери се све јасније препознају, долази до нових зближавања између кадета и кадеткиња, а извесна кошкања прерастају у отворени дуел између Риса и Стошића. Тим поводом појављује се и привлачна докторка са занимљивим презименом. Клисура износи дирљиву молбу, која ће изненадити све старешине. Шашвари је девојка која највише реагује на његов специфични хумор. Круна приче је заклетва коју кадети полажу на крају напорне обуке, маршева и пуцања. |                    |              |               |              |                   |
| 4 | 4                  | Епизода 1.4  | Дејан Зечевић | Гордан Михић | 18. фебруар 2012. |
| Долази до малог опуштања после "журке". Проблематичног Стошића проналазе тамо где никако не би смео да буде. За то време испред собе психолога формирају се редови кадета, што ће заинтересовати и старешине. Озлоглашени професор математике Вилотић као да ужива у обарању и понижавању студената. Његова прва жртва је Зимче, али неко ће јој понудити помоћ. Учење их не спречава да увежбавају представу "Ромео и Јулија", што ће бити повод за многе хуморне ситуације. Надица својим шармом и љупким брбљањем све више се увлачи под кожу Џаковићу, који у међувремену одлази код психолога због неких својих тајних планова. Кад га пусте на викенд, код куће га дочека незадовољни отац Десимир. |                    |              |               |              |                   |
| 5 | 5                  | Епизода 1.5  | Дејан Зечевић | Гордан Михић | 25. фебруар 2012. |
| Након повратка на академију са одсуства, Џаковић и Надица почињу припреме за представу "која живот значи" - "Ромео и Јулија". Зимче и даље пролази кроз математичку агонију. |                    |              |               |              |                   |
| 6 | 6                  | Епизода 1.6  | Дејан Зечевић | Гордан Михић | 3. март 2012.     |
| Ближи се крај школске године. Неки су дали све испите, а неки су близу тога да изгубе годину, што уједно значи изгубити и пријатеље и своје снове. Зимчетова агонија са математиком се наставља. Рис је заокупљен другим бригама, па не може да јој помогне, али зато је ту тајанствени кадет који може све. Лела, бивша Рисова девојка, поново улази у његов живот, на врло невесео начин који уводи и нови лик у причу, проблематичног Лакија. Згодна психолошкиња је закључила да Џаковић треба да напусти академију због свог менталног статуса испољеног кроз разне тестове. Али, сада он, који је све учинио да исход буде такав, нипошто не жели да оде. Уместо тога, глуми Ромеа у представи "која живот значи". Стошић посећује мајку у њеном новоотвореном спа-центру и сазнаје од ње новости. |                    |              |               |              |                   |
| 7 | 7                  | Епизода 1.7  | Дејан Зечевић | Гордан Михић | 10. март 2012.    |
| Крај школске године је ту. Кадети славе, једни зато што су положили све испите, а други јер су дали чувени студентски "услов". Само Зимче се пакује. Нема никога да је испрати, осим најбоље другарице Шашвари. За крај године спрема се и неизбежна представа у којој ће заблистати срећни пар - Ромео и Јулија. Одлазе код симпатичног професора Зековића који воли поезију, у нади да ће им помоћи да остваре своје жеље. Рис води Лакија, брата свог погинулог друга, код Мраза да га спреми за пријемни на Војној академији. Лаки не верује у себе и нема никога ко би у њега веровао, осим Риса. "Опаки" Стошић показаће и своје друго лице. Извиниће се Тањи, девојци коју је повредио једне ноћи. Мења се и његов однос према оцу. Први пут осети да овоме треба његова подршка. Рокса излази са поручником Васкетом. Чека је велико разочарање које ће јој помутити радост, у њој стидљиво зачету. Ипак, Пасуљанске ливаде их у даљини чекају. |                    |              |               |              |                   |
| 8 | 8                  | Епизода 1.8  | Дејан Зечевић | Гордан Михић | 17. март 2012.    |
| Кадети су коначно стигли на Пасуљанске ливаде. Чека их мноштво узбудљивих доживљаја. Шаша добија специјални задатак коме је дорасла и више него што је потребно. Командир Васке брине о свом воду, али се ипак догоди проблем. За то време следећа генерација, у којој је и Лаки, полаже пријемни испит за пилоте. Рис одлучи да после обуке посети некога. На Академији га, међутим, дочекује шокантан сусрет. На помолу је интригантна ситуација у виду вечитог "љубавног троугла". |                    |              |               |              |                   |
| 9 | 9                  | Епизода 1.9  | Дејан Зечевић | Гордан Михић | 24. март 2012.    |
| За младе кадете почела је друга година студирања на Академији. Неки су, међутим, поново "гуштери" и навикавају се на ново друштво. А у новој класи су и Лаки који је захваљујући Рису успешно прошао пријемни, али и Рисова бивша девојка Лела, која случајно дели и собу са Зимчетом. О Лелиним мотивима да тајно упише Академију, нико још не зна ништа, али се заљубљеном пару, Зимчету и Рису, то неће нимало допасти. Други пар који пратимо са симпатијом, Надица и Џале, налази се пред једним нерешивим проблемом од кога ће зависити судбина њихове везе. На помолу је и трећа кадетска љубав. Док Клисура и даље брине о својој проблематичној породици, Шаша је увек уз њега, да га подржи. Комична симпатија коју куварица Шеки осећа према капетану Жарачу доживеће ново искушење. |                    |              |               |              |                   |
| 10 | 10                 | Епизода 1.10 | Дејан Зечевић | Гордан Михић | 31. март 2012.    |
| Лела и Рис боре се против авети прошлости. У томе су и даље заједно. Зимче осећа да се нешто догађа са Рисом, а Стошић покушава да импресионира Лелу. Капетан Жарач је поново дежуран у кухињи. Куварица Шеки ће га, уз свесрдну помоћ Буразера позвати на вечеру у свој дом. Ипак, појавиће се озбиљна препрека на путу њиховом зближавању. Капетан Кашанин и сам ће осетити фаталну привлачност психолошкиње из кадетских снова. Ромео Џаковић запросиће своју љубљену Надицу - Јулију онда када се она најмање буде надала. Стошићева мајка има лош животни период, син ће јој можда први пут показати да уме да буде уз њу када треба. Док град живи своју ноћ, мајка је уснула на рамену свог неприметно одраслог сина. |                    |              |               |              |                   |
| 11 | 11                 | Епизода 1.11 | Дејан Зечевић | Гордан Михић | 7. април 2012.    |
| Лела и Зимче почињу да се понашају као ривалке, све отвореније тежећи сукоб. За то време Рис бори се сам против "авети прошлости". Проблематични познаник Црни изашао је из затвора и појавиће се у кадетској соби за посете. Капетан Жарач и љупка куварица Шеки покушаће да превазиђу неспоразум који их је удаљио и пре него што су се зближили. И капетан Кашанин и заносна психолошкиња Весна запливаће ка истом циљу. "Ромео" Живојин Џаковић и његова љубљена "Јулија" Надица одлазе у мушку собу, што некоме неће промаћи. Кадеткиња Биса помаже Лакију да се избори са својим страхом од сопствених граница. |                    |              |               |              |                   |
| 12 | 12                 | Епизода 1.12 | Дејан Зечевић | Гордан Михић | 14. април 2012.   |
| Црни је изашао из затвора где га је пре пет година сместио Рисов ментор и најбољи пријатељ Мраз. Он чезне да му се освети, а да би то учинио треба да га пронађе. Од Риса очекује помоћ. Капетан Жарач и Шеки имаће прилику да понове свој неуспели рандеву. И капетан Кашанин и шармантна психолошкиња Весна настављају да се виђају, али засад само у кругу касарне. Млада кадеткиња Биса Томић и Лаки изазваће злогласног капетана Ковачевића да од њих тражи "да превазиђу себе". Уз подршку својих другара они ће то и постићи. Џаковић посећује мајку у болници. Она је сва у модрицама, а виновник насиља је ауторитарни отац. И Клисурина мајка Милијарда долази у посету сину са веома непријатним вестима. За то време Лела позива Стошића да изађу, што он са задовољством прихвати, али ће се то задовољство убрзо претворити у непријатно сазнање.                                                                                         |                    |              |               |              |                   |
| 13 | 13                 | Епизода 1.13 | Дејан Зечевић | Гордан Михић | 21. април 2012.   |
| Рис и Зимче никако не успевају да објасне једно другом шта им се заправо дешава. Тако се све више удаљавају, што отвара Лели простор да се нада. Њене емоције према Рису очито нису само ствар прошлости. У овај љубавни троугао пун дечјих недоумица и младалачке страсти полако се увлачи и Стошић, који први пут у животу заиста почиње да се везује за некога. Капетан Жарач и Шеки схватају да су једно за друго, али пред њима је наоко нерешив проблем. Лаки изгледа да ће поновити Зимчетову судбину по питању математике и злокобног професора Вилотића који сурово руши наде многих кадета. Џаковић тражи одсуство због породичних проблема. Клисури се примичу тужне вести. |                    |              |               |              |                   |
| 14 | 14                 | Епизода 1.14 | Дејан Зечевић | Гордан Михић | 28. април 2012.   |
| У трагедији која је снашла Мирка Клисуру наћи ће му се сви - не само Шашвари и други кадети, већ и читав старешински кадар. Стошић показује да је много емотивнији него што се приказивао, а Рис и Зимче уловиће у тужном часу тренутак у којем ће се опет зближити. Међутим, Лели још увек није јасно да је прошлост остала иза ње. Позива Риса у своју кућу и покушава да га подсети на срећне заједничке дане. Открива се тајна злогласног професора Вилотића који је многе завио у црно. Постао је суров и умислио да предаје на Математичком факултету, а не на Војној академији, онда када је изгубио некога ко му је био све. Зимче ће задобити његову наклоност, која јој је преко потребна. |                    |              |               |              |                   |
| 15 | 15                 | Епизода 1.15 | Дејан Зечевић | Гордан Михић | 5. мај 2012.      |
| Клисура добија преко потребну подршку од свих, а највише од своје Шашвари. Она ће га упознати са родитељима и својим пријатељицама из младости. И Стошић ће покушати да помогне Клисури и његовој породици преко свог моћног оца. Његова љубав према Лели толико мења, да ће јој чак и отворено изјавити љубав. Још отворенији биће капетан Жарач када буде запросио Шеки усред трпезарије пуне кадета. Надица и Џаковић су у затегнутим односима; она ће сакрити од њега застрашујуће сазнање о своме здрављу. Професор Вилотић и даље доводи кадете до пропасти. Овога пута један кадет ће завршити у затвору, а Лаки биће такође на путу да настрада. Опасност сасвим друге врсте вреба Лелу. |                    |              |               |              |                   |
| 16 | 16                 | Епизода 1.16 | Дејан Зечевић | Гордан Михић | 12. мај 2012.     |
| Нека ће питања остати отворена, али ће се и многе судбине одредити. Зимче и Рис оствариће коначно своју хармонију, после узбудљивих догађаја који следе. Дешава се вишеструко хапшење, саобраћајна несрећа са неизвесним исходом, једна тешка операција и још много лепих и ружних ствари. Један од догађаја са срећним исходом је и усељење Клисурине породице у викендицу Стошићеве мајке у коме учествују сви кадети. Свако помаже колико ко може. |                    |              |               |              |                   |

## Напомена
- Приликом досадашњег емитовања серије, на почетку сваке епизоде није наведен назив саме епизоде.